# Кольцевой (Курганская область)
Кольцевой — посёлок в Юргамышском районе Курганской области. До преобразования в декабре 2022 года муниципального района в муниципальный округ входил в Карасинский сельсовет.

## История
В 1976 г. Указом Президиума ВС РСФСР посёлок кирпичного завода переименован в Кольцевое.

## Население
| 1989 | 2002 | 2010 |
| ---- | ---- | ---- |
| 126  | ↘83  | ↘77  |

Национальный состав
Согласно результатам Всероссийской переписи населения 2002 года, в национальной структуре населения русские составляли 86 %.